# Los Angeles International Airport

i7
i11
i13
Der Los Angeles International Airport (IATA-Code: LAX, ICAO-Code: KLAX) ist der größte internationale Verkehrsflughafen im Großraum der kalifornischen Metropole Los Angeles. Mit 75,1 Millionen Passagieren im Jahr 2023 ist er der viertgrößte Flughafen der USA (nach Atlanta, Dallas/Fort Worth und Denver) und achtgrößte weltweit. LAX dient als Drehkreuz für Alaska Airlines, American Airlines, Delta Air Lines, Southwest Airlines und United Airlines.

## Lage und Verkehrsanbindung
Der Los Angeles International Airport befindet sich 20 Kilometer südwestlich der Los Angeles City Hall im Stadtviertel Westchester, unweit des Pazifischen Ozeans. Die California State Route 1 verläuft östlich der Passagierterminals. Außerdem verläuft die Interstate 105 südlich des Flughafens, während die Interstate 405 rund einen Kilometer östlich des Flughafens verläuft.

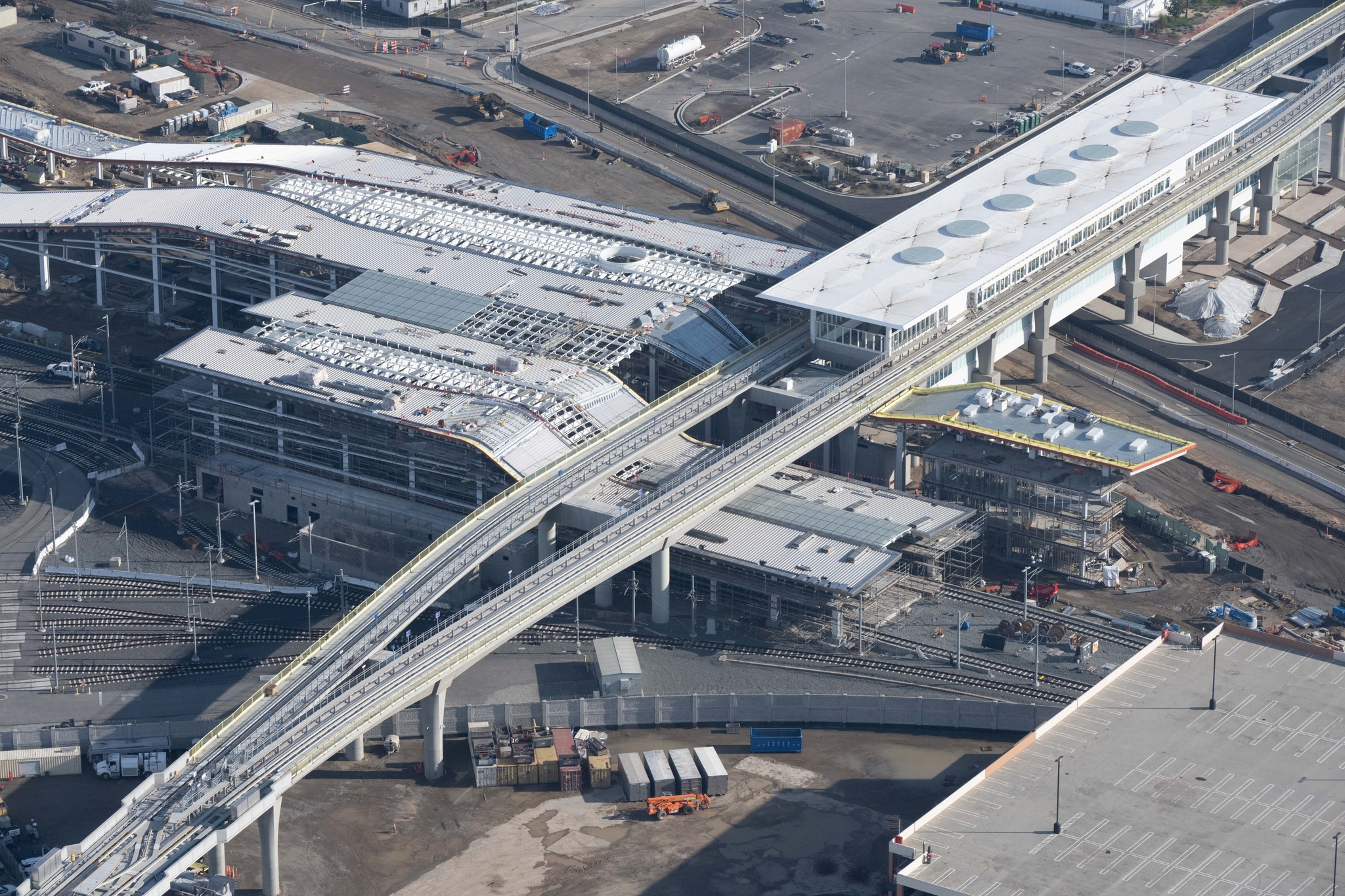
LAX/Metro Transit Center Station

Mit der geplanten Inbetriebnahme des Automated People Mover (APM) im Januar 2026 werden die Terminals des Flughafens über die LAX West Intermodal Transportation Facility, an welcher sich ein Parkhaus sowie ein Busbahnhof befinden, und die LAX/Metro Transit Center Station, wo Anschluss zur C und K Line der Los Angeles Metro Rail besteht, mit dem Mietwagenzentrum (LAX Consolidated Rent-A-Car Facility) verbunden.

## Geschichte

### 20. Jahrhundert
Ein landwirtschaftlich genutztes Gebiet am Pazifischen Ozean, 20 Kilometer von Los Angeles entfernt, wurde 1928 mit einer Fläche von 640 Acre als Mines Field zu einem neuen Flugplatz deklariert. Der Flugplatz bestand am Anfang nur aus einer unbefestigten Start- und Landebahn, die ihren Betrieb im Oktober 1928 aufnahm. Die ersten Gebäude in Form von zwei einfachen Baracken entstanden im Herbst 1929. Am 7. Juni 1930 wurde der Flughafen als Los Angeles Municipal Airport offiziell eingeweiht.
Die Stadt Los Angeles kaufte 1937 den Flughafen und benannte ihn 1941 in Los Angeles Airport um. Am 5. Dezember 1946 landete der erste kommerzielle Passagierflug auf dem Flughafen, 1949 folgte die Umbenennung in Los Angeles International Airport. Als der Flughafen nach Osten erweitert wurde, musste 1953 der Sepulveda Boulevard in einen Tunnel unter die Landebahn verlegt werden.

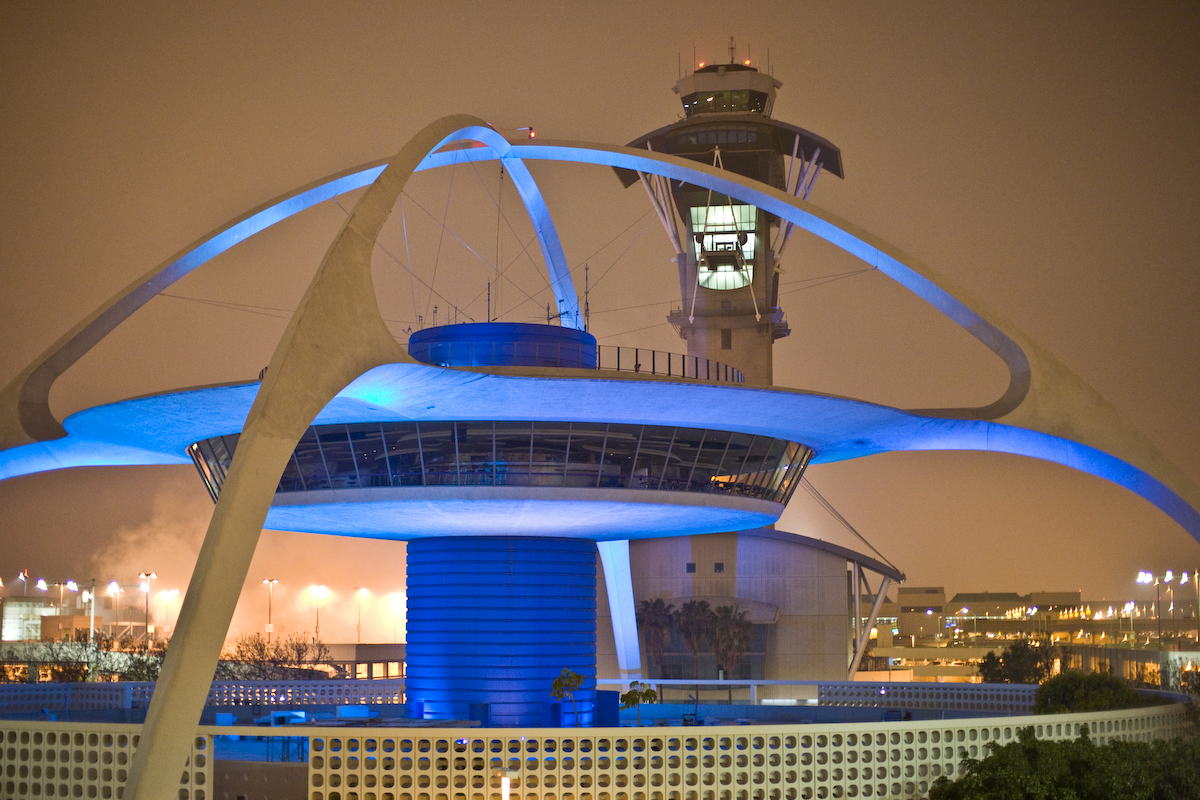
Das im Googie-Stil erbaute Theme Building mit dem Tower

Die ersten Strahlflugzeuge erreichten 1959 den Flughafen. 1961 wurde zwischen den Terminals ein x-förmiges Gebäude mit dem Namen Theme Building errichtet, welches im eigentlichen Sinne ein UFO darstellen soll, das auf allen vier Armen gelandet ist. Das Theme Building wurde von Paul R. Williams entworfen und am 18. Dezember 1992 vom Stadtrat von Los Angeles zu einem historisch-kulturellen Denkmal erklärt. Im Dezember 2013 musste das 1997 eröffnete und im Obergeschoss des Themes Buildings gelegene Encounter Restaurant, von welchem aus man eine gute Sicht auf den gesamten Flughafenbetrieb hatte, schließen.
Im Jahr 1970 setzte TWA den ersten Jumbo-Jet (Boeing 747) zwischen LAX und New York City ein. Vom 23. bis 25. Oktober 1974 war die Concorde im Rahmen einer Weltschau auf dem Flughafen zu Gast. Da das Überschallflugzeug jedoch wegen Lärmbeschwerden nur auf transatlantischen Routen eingesetzt wurde, kam es nie zu Linienflügen nach LAX.

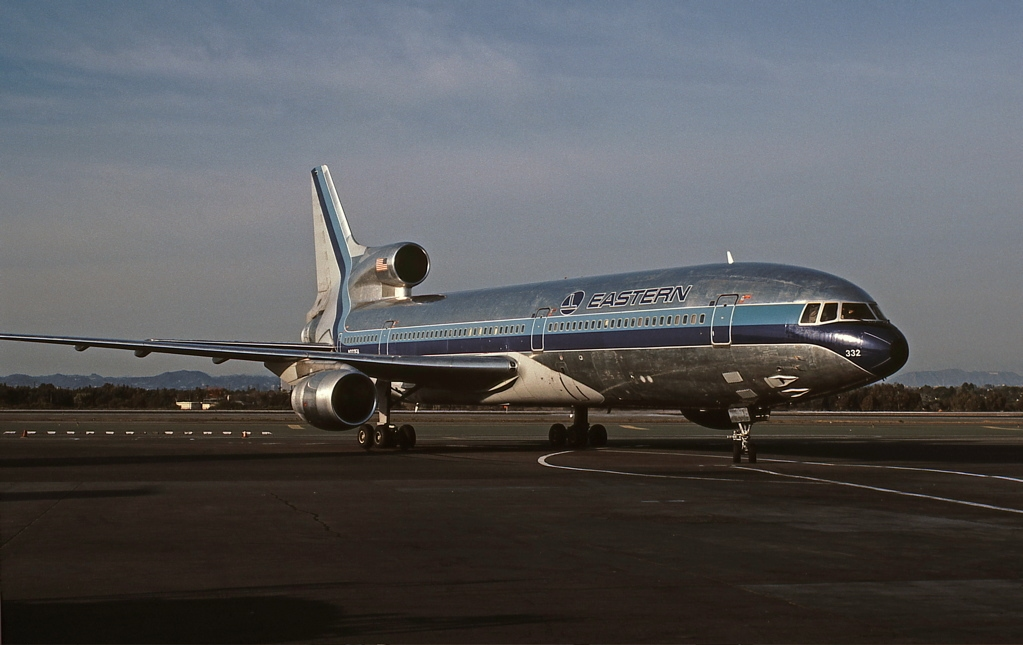
Eine Lockheed L-1011 TriStar der Eastern Air Lines auf dem Flughafen (1984)

Am 23. Januar 1984 wurde das Terminal 1 fertiggestellt, im Juni desselben Jahres erfolgte die Eröffnung des Tom Bradley International Terminal. Am 30. Juli 1992 wurde der 1929 errichtete Hangar No. 1 in das National Register of Historic Places aufgenommen.
Während der 1990er machten sich die Flughafenbetreiber Gedanken um die ständig wachsende Anzahl von Fluglärm-Beschwerden von Anwohnern des Flughafens, besonders aus Inglewood und El Segundo. Sie entwarfen Pläne zur Modernisierung, welche 2005 von dem neugewählten Bürgermeister Antonio Villaraigosa durch einen geregelten Kompromiss zwischen beiden Seiten geklärt werden konnten. Er ordnete keine – wie im Plan vorgeschlagene – Grundmodernisierung, sondern nur eine Teilmodernisierung an.

### 21. Jahrhundert
Nach den Terroranschlägen am 11. September 2001 wurde der obere Stock des Theme Buildings, welcher als Aussichtsplattform diente, aus Sicherheitsgründen zeitweise gesperrt.
Am 19. März 2007 landete in Los Angeles der zweite Airbus A380 auf amerikanischem Boden, etwa 15 Minuten nach der ersten Landung auf dem New Yorker JFK Airport. Zuvor hatten sich LAX-Funktionäre bei Airbus gemeldet und eine zusätzliche Landung gefordert, da geplant war, LAX als ersten Flughafen für die A380 in den USA einzurichten.
Am 15. August 2007 genehmigte der Stadtrat von Los Angeles ein Projekt zur Erweiterung des Tom Bradley International Terminal in Richtung Westen, welches für umgerechnet 800 Millionen Euro unter anderem Kapazitäten für die Abfertigung von bis zu neun Airbus A380 geschaffen hat. Zusätzlich wurden die Vorfelder und Rollwege weitreichend umgestaltet. Insgesamt kostete das geplante Modernisierungsprogramm 6,4 Mrd. US-Dollar. Die 2010 begonnenen Bauarbeiten am neuen Tom Bradley International Terminal wurden im Sommer 2013 abgeschlossen.

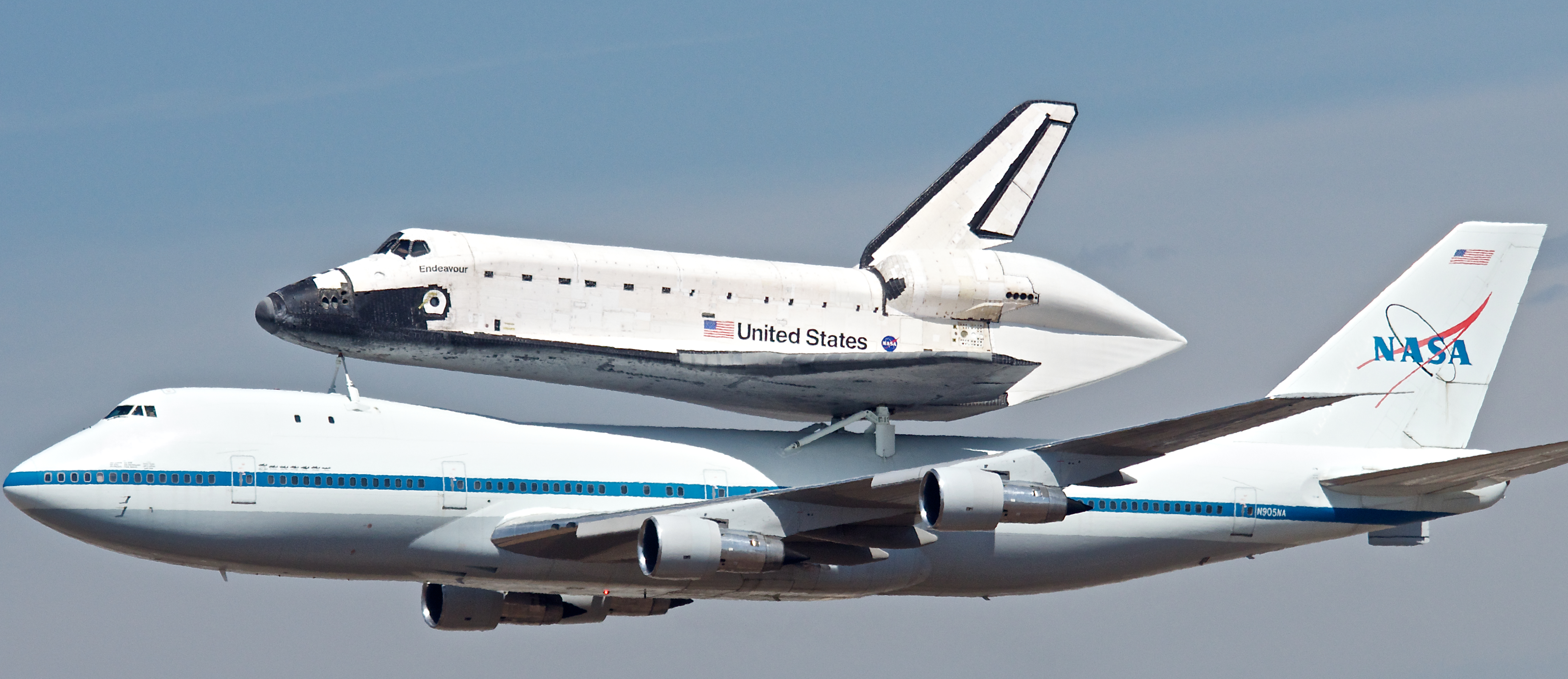
Die Endeavour auf dem Rücken einer Boeing 747 der NASA im Anflug auf LAX (2012)

Mit der Beendigung des Shuttle-Programms wurde die Raumfähre Endeavour dem California Science Center in Los Angeles als Museumsstück zugewiesen, wofür im September 2012 ein Überführungsflug vom Kennedy Space Center nach Los Angeles stattfand. Hierfür nutzte die NASA eine umgebaute Boeing 747.
Im Jahr 2014 wurde bekanntgegeben, dass weitere Milliardensummen in die Modernisierung des Flughafens investiert werden sollen. Im Rahmen dieses Projektes sollen die Abfertigungsgebäude und Rollbahnen verbessert werden. Die gewünschten Effekte sollen eine verbesserte Passagierzufriedenheit, reduzierte Wartezeiten und Abfertigungsmöglichkeiten für die neuesten Flugzeugtypen sein. Der größte Teil des Investitionsvolumens fließt jedoch in die Errichtung eines Peoplemovers. Ein fahrerloser Zug soll die Fluggäste zwischen den Terminals und einem neugeplanten Transportzentrum befördern. Das Transportzentrum soll an die K-Line der Los Angeles Metro Rail und ein Mietwagenzentrum angebunden werden.

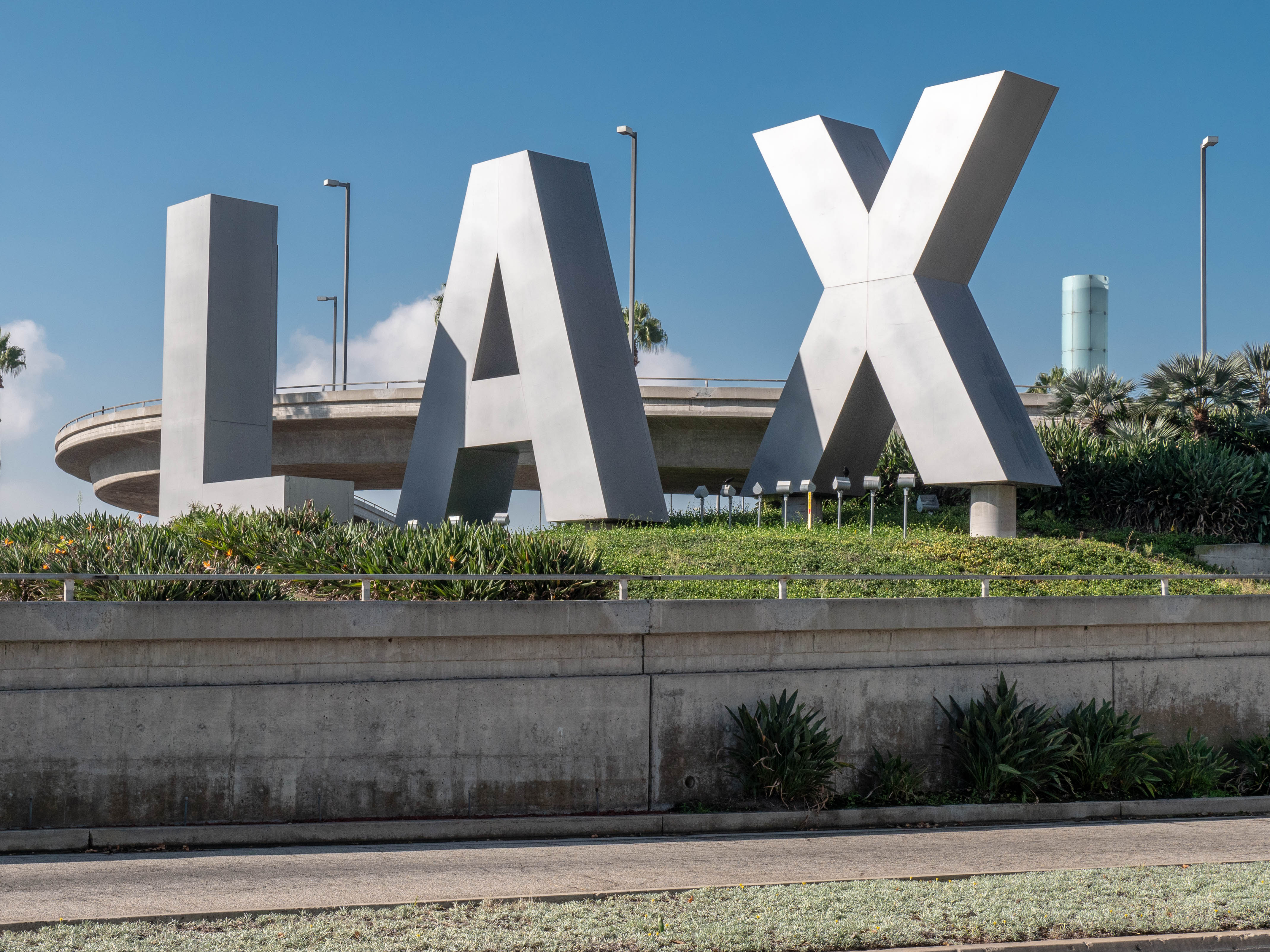
Das 10 m hohe LAX Sign an der Ringstraße World Way

Weiter geplant sind in Vorbereitung für die Olympischen Spiele 2028 die Erbauung von Concourse 0, einer Erweiterung von Terminal 1 auf der nördlichen Seite der Terminals, sowie der grundlegende Neubau von Terminal 9 auf der südlichen Seite. Damit soll die Anzahl der Flugsteige sukzessive auf 182 erhöht werden.

## Flughafenanlagen

### Passagierterminals

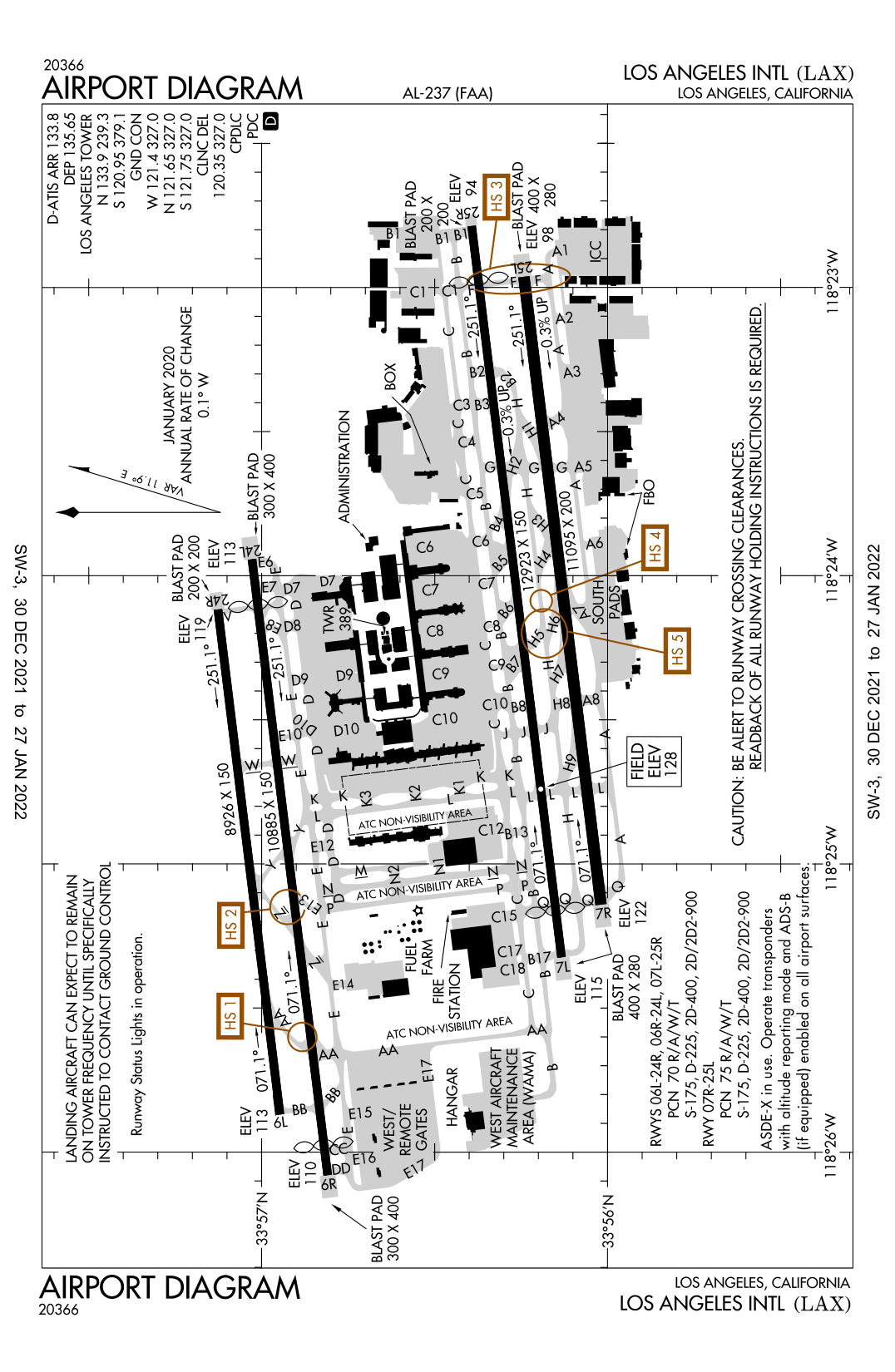
Flughafendiagramm

Der Los Angeles International Airport verfügt über insgesamt neun Terminals. Alle Abfertigungshallen sind durch Verbindungsgänge nach den Sicherheitskontrollen verbunden, wodurch uneingeschränkte Umsteigemöglichkeiten bestehen.

#### Terminal 1
Das 1984 eröffnete Terminal 1 hat zwölf Gates und dient in erster Linie Inlandsflügen von Southwest Airlines.

#### Terminal 2
Terminal 2 wurde ursprünglich 1962 eröffnet, im Jahr 1984 jedoch komplett neu errichtet. Es verfügt über zwölf Gates und wird von Westjet Airlines genutzt. Zudem sind die Gates über das von Delta Air Lines genutzte Terminal 3 erreichbar.

#### Terminal 3
Das Terminal 3 wurde ursprünglich 1961 für TWA errichtet und beherbergt heute hauptsächlich Flüge von Delta Air Lines. Es verfügt über 15 Gates.

#### Terminal 4
Das Terminal 4 wurde 1961 errichtet, im Jahr 2001 aufwändig modernisiert und dient als Basis für American Airlines. Es verfügt über acht Gates.

#### Terminal 5
Terminal 5 verfügt über 15 Gates und wurde im Jahr 1962 eröffnet sowie bis 1988 umfangreich modernisiert. Von hier aus operieren hauptsächlich American Airlines und American Eagle.

#### Terminal 6
Terminal 6 verfügt über 12 Gates und wird von mehreren Airlines, darunter Alaska Airlines und Horizon Air, genutzt.

#### Terminal 7
Das über 13 Gates verfügende Terminal 7 wurde im Jahr 1962 eröffnet und von 1997 bis 1999 modernisiert. Es dient als Basis für United Airlines und United Express.

#### Terminal 8
Terminal 8 wurde 1988 zur Abfertigung von kleineren Regionalflugzeugen eröffnet. Seine sieben Gates werden ebenfalls von United Airlines und United Express genutzt.

#### Tom Bradley International Terminal – TBIT

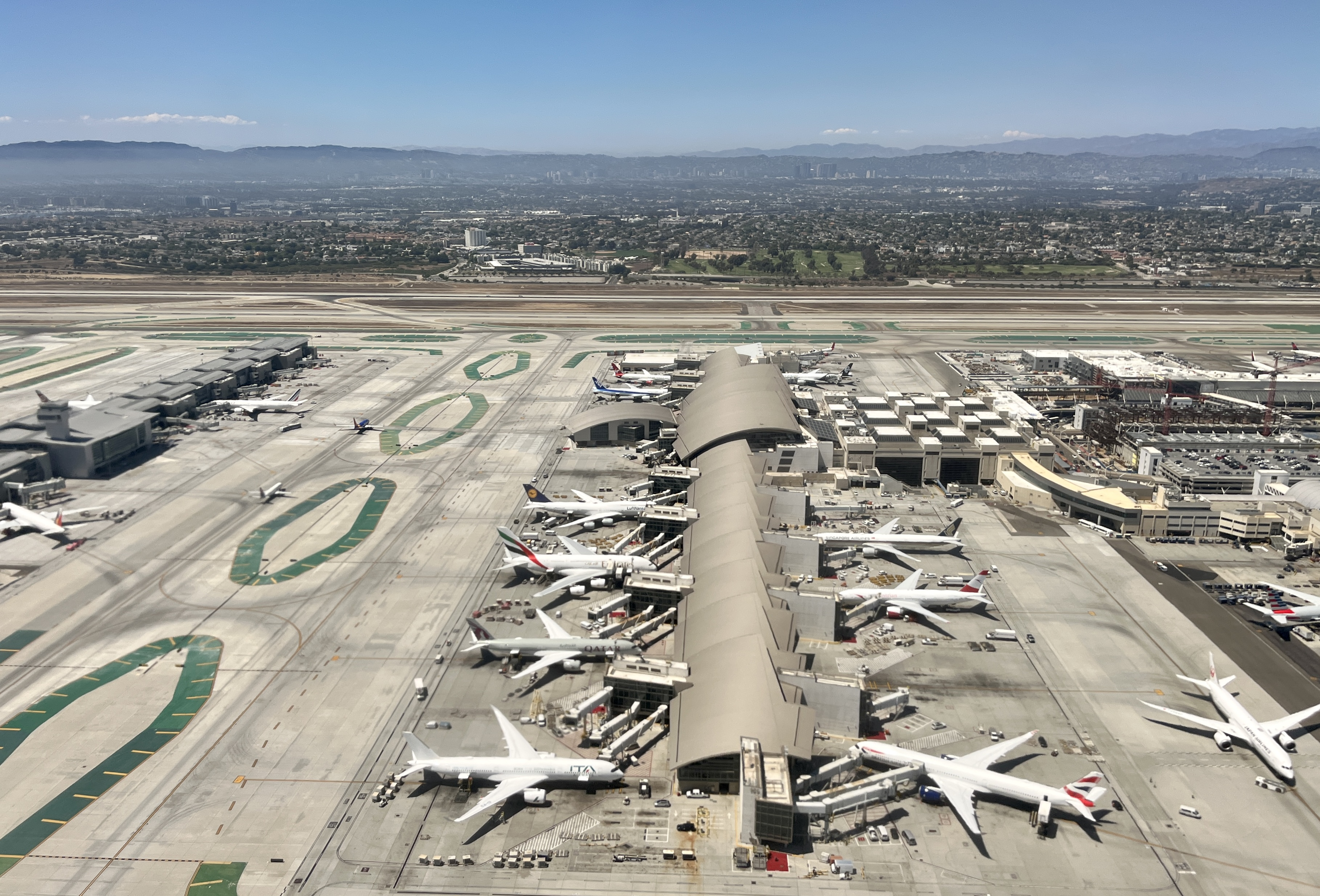
Luftaufnahme des Tom Bradley International Terminal, am linken Bildrand die West Gates

Dieses nach dem ersten afroamerikanischen Bürgermeister von Los Angeles, Tom Bradley, benannte Gebäude befindet sich westlich der anderen Terminals und dient vor allem der Abfertigung von internationalen Flügen, darunter denen der Lufthansa aus Frankfurt und München. Es verfügt über einen Nord- und einen Südflügel mit jeweils neun Gates, ein Gate an der Haupthalle sowie mehrere auf dem Vorfeld gelegenen Parkpositionen. Es wurde für die Olympischen Sommerspiele 1984 errichtet, von 2010 bis 2013 neugebaut und im Zuge dessen für den Airbus A380 ertüchtigt.
Nach 4-jähriger Bauzeit wurde im Mai 2021 der nördliche Teil der westlich des Tom Bradley International Terminal gelegenen West Gates eröffnet, welcher über 15 Gates verfügt. Im Juni 2023 begannen die Bauarbeiten für den südlichen Teil der West Gates, welcher weitere acht Flugsteige zur Verfügung stellen soll. Die teilweise auch als Midfield Satellite Concourse bezeichneten West Gates sind durch einen Verbindungstunnel mit der Haupthalle des TBIT verbunden.

#### Regional Terminal
Das Regional Terminal hat acht Gates und wird ausschließlich von American Eagle genutzt. Es ist nur über Shuttlebusse in den Terminals 4 und 5 erreichbar.

## Fluggesellschaften und Ziele
Der Los Angeles International Airport wird von 63 Fluggesellschaften bedient. Los Angeles wird täglich aus deutschsprachigen Ländern bedient: im Sommer zweimal täglich ab Frankfurt. Ab München wird Los Angeles täglich bedient. Fünfmal pro Woche wird Zürich angeflogen. Mit dem Sommerflugplan 2022 geht es bis zu sechsmal pro Woche nonstop ab Wien.

### Marktanteile der Fluggesellschaften
| Rangliste Passagiere (2021) | Rangliste Passagiere (2021) | Rangliste Passagiere (2021) | Rangliste Passagiere (2021) |
| Rang                        | Fluggesellschaft            | Passagiere                  | Anteil                      |
| --------------------------- | --------------------------- | --------------------------- | --------------------------- |
| 1                           | Delta Air Lines             | 10.364.200                  | 21,59 %                     |
| 2                           | American Airlines           | 9.970.860                   | 20,77 %                     |
| 3                           | United Airlines             | 7.373.105                   | 15,36 %                     |
| 4                           | Southwest Airlines          | 4.744.430                   | 9,88 %                      |
| 5                           | Alaska Airlines             | 4.071.742                   | 8,48 %                      |
| 6                           | Jetblue Airways             | 2.453.684                   | 5,11 %                      |
| 7                           | Spirit Airlines             | 2.382.283                   | 4,96 %                      |
| 8                           | Hawaiian Airlines           | 766.597                     | 1,60 %                      |
| 9                           | Volaris                     | 708.257                     | 1,48 %                      |
| 10                          | Aeroméxico                  | 486.015                     | 1,01 %                      |
|                             | Andere                      | 4.686.111                   | 9,76 %                      |

| Rangliste Luftfracht (2021) | Rangliste Luftfracht (2021) | Rangliste Luftfracht (2021) | Rangliste Luftfracht (2021) |
| Rang                        | Fluggesellschaft            | Luftfracht (Tonnen)         | Anteil                      |
| --------------------------- | --------------------------- | --------------------------- | --------------------------- |
| 1                           | FedEx                       | 327.036                     | 12,65 %                     |
| 2                           | Kalitta Air                 | 261.478                     | 10,12 %                     |
| 3                           | Korean Air                  | 136.196                     | 5,27 %                      |
| 4                           | Atlas Air                   | 121.804                     | 4,71 %                      |
| 5                           | China Airlines              | 114.447                     | 4,43 %                      |
| 6                           | Polar Air Cargo             | 114.176                     | 4,42 %                      |
| 7                           | China Southern Airlines     | 99.271                      | 3,84 %                      |
| 8                           | American Airlines           | 81.787                      | 3,16 %                      |
| 9                           | EVA Air                     | 80.824                      | 3,13 %                      |
| 10                          | Cathay Pacific              | 73.405                      | 2,84 %                      |
|                             | Andere                      | 1.174.454                   | 45,44 %                     |

| Rangliste Luftpost (2021) | Rangliste Luftpost (2021) | Rangliste Luftpost (2021) | Rangliste Luftpost (2021) |
| Rang                      | Fluggesellschaft          | Luftpost (Tonnen)         | Anteil                    |
| ------------------------- | ------------------------- | ------------------------- | ------------------------- |
| 1                         | Kalitta Air               | 47.305                    | 41,81 %                   |
| 2                         | Delta Air Lines           | 16.386                    | 14,48 %                   |
| 3                         | United Airlines           | 11.653                    | 10,30 %                   |
| 4                         | American Airlines         | 9.966                     | 8,81 %                    |
| 5                         | UPS Airlines              | 7.336                     | 6,48 %                    |
| 6                         | Northern Air Cargo        | 4.220                     | 3,73 %                    |
| 7                         | Asia Pacific Airlines     | 3.017                     | 2,67 %                    |
| 8                         | Alaska Airlines           | 2.530                     | 2,24 %                    |
| 9                         | China Airlines            | 1.546                     | 1,37 %                    |
| 10                        | Japan Airlines            | 1.205                     | 1,06 %                    |
|                           | Andere                    | 7.990                     | 7,06 %                    |

### Wichtige Ziele
| Meistgenutzte inländische Routen ab LAX (2021) | Meistgenutzte inländische Routen ab LAX (2021) | Meistgenutzte inländische Routen ab LAX (2021) | Meistgenutzte inländische Routen ab LAX (2021)                                      |
| Platz                                          | Flughafen                                      | Passagiere                                     | Airlines                                                                            |
| ---------------------------------------------- | ---------------------------------------------- | ---------------------------------------------- | ----------------------------------------------------------------------------------- |
| 01                                             | New York–JFK, New York                         | 1.023.440                                      | American, Delta, JetBlue, United                                                    |
| 02                                             | Dallas/Fort Worth, Texas                       | 0.952.140                                      | American, Spirit, United                                                            |
| 03                                             | Honululu, Hawaii                               | 0.931.110                                      | Alaska, American, Delta, Hawaiian, Southwest, United                                |
| 04                                             | Chicago–O’Hare, Illinois                       | 0.915.170                                      | American. Spirit, United                                                            |
| 05                                             | Las Vegas, Nevada                              | 0.900.620                                      | Alaska, Allegiant, American, Delta, JetBlue, Southwest, Spirit, Sun Country, United |
| 06                                             | Denver, Colorado                               | 0.823.710                                      | American, Delta, Southwest, Spirit, United                                          |
| 07                                             | Atlanta, Georgia                               | 0.779.240                                      | American, Delta, Southwest, United                                                  |
| 08                                             | San Francisco, Kalifornien                     | 0.752.150                                      | Alaska, American, Delta, JetBlue, Southwest, United                                 |
| 09                                             | Seattle/Tacoma, Washington                     | 0.725.240                                      | Alaska, American, Delta, United                                                     |
| 10                                             | Phoenix–Sky Harbor, Arizona                    | 0.674.280                                      | American, Delta, Southwest, United                                                  |

## Verkehrszahlen
| Jahr | Fluggastaufkommen | Fluggastaufkommen | Fluggastaufkommen | Luftfracht (Tonnen) | Luftpost (Tonnen) | Flugbewegungen (mit Militär) |
| Jahr | National          | International     | Gesamt            | Luftfracht (Tonnen) | Luftpost (Tonnen) | Flugbewegungen (mit Militär) |
| ---- | ----------------- | ----------------- | ----------------- | ------------------- | ----------------- | ---------------------------- |
| 2021 | 40.042.017        | 7.965.267         | 48.007.284        | 2.584.879           | 113.155           | 506.769                      |
| 2020 | 22.357.785        | 6.421.742         | 28.779.527        | 2.113.475           | 122.922           | 379.364                      |
| 2019 | 62.371.691        | 25.696.322        | 88.068.013        | 1.980.503           | 118.420           | 691.257                      |
| 2018 | 61.479.610        | 26.053.567        | 87.533.177        | 2.121.580           | 99.513            | 707.833                      |
| 2017 | 59.614.616        | 24.944.160        | 84.558.776        | 2.068.271           | 99.424            | 700.362                      |
| 2016 | 58.071.419        | 22.850.232        | 80.921.651        | 1.913.272           | 90.169            | 697.138                      |
| 2015 | 54.216.230        | 20.740.075        | 74.956.305        | 1.857.186           | 85.547            | 655.564                      |
| 2014 | 51.556.773        | 19.106.746        | 70.663.519        | 1.744.546           | 72.463            | 636.706                      |
| 2013 | 48.813.587        | 17.852.139        | 66.665.726        | 1.679.592           | 70.113            | 614.917                      |
| 2012 | 46.535.207        | 17.152.914        | 63.688.121        | 1.693.855           | 80.230            | 605.480                      |
| 2011 | 45.130.728        | 16.731.324        | 61.862.052        | 1.623.139           | 72.976            | 603.912                      |
| 2010 | 43.134.145        | 15.935.982        | 59.070.127        | 1.680.824           | 67.163            | 575.835                      |
| 2009 | 41.419.913        | 15.100.930        | 56.520.843        | 1.451.418           | 58.126            | 544.833                      |
| 2008 | 43.137.056        | 16.683.694        | 59.820.750        | 1.563.058           | 66.683            | 622.506                      |
| 2007 | -                 | -                 | 62.438.583        | 1.788.623           | 60.515            | 680.954                      |
| 2006 | -                 | -                 | 61.041.066        | 1.834.951           | 72.933            | 656.842                      |
| 2005 | -                 | -                 | 61.489.398        | 1.858.656           | 80.169            | 650.629                      |
| 2004 | -                 | -                 | 60.704.568        | 1.835.154           | 83.826            | 655.097                      |
| 2003 | -                 | -                 | 54.982.838        | 1.746.224           | 88.172            | 622.378                      |
| 2002 | -                 | -                 | 56.223.843        | 1.696.374           | 83.844            | 645.424                      |
| 2001 | -                 | -                 | 61.606.204        | 1.613.941           | 147.535           | 738.433                      |
| 2000 | -                 | -                 | 67.303.182        | 1.816.741           | 223.656           | 783.433                      |
| 1999 | -                 | -                 | 64.279.571        | 1.709.613           | 230.148           | 779.150                      |
| 1998 | -                 | -                 | 61.215.712        | 1.621.502           | 239.926           | 773.569                      |
| 1997 | -                 | -                 | 60.142.588        | 1.680.548           | 192.695           | 781.492                      |
| 1996 | -                 | -                 | 57.974.559        | 1.539.187           | 176.076           | 763.866                      |
| 1995 | -                 | -                 | 53.909.223        | 1.421.783           | 175.764           | 732.639                      |
| 1994 | -                 | -                 | 51.050.275        | 1.375.806           | 169.533           | 689.888                      |

## Zwischenfälle

### Flugunfälle
- Am 11. November 1944 wurde eine Douglas DC-3/C-47B-1-DL der United States Army Air Forces (USAAF) (Luftfahrzeugkennzeichen 43-16143) 22 Kilometer nördlich von Glendale (Kalifornien) (USA) gegen einen Bergrücken geflogen. Die Maschine befand sich im Anflug auf den Flughafen Los Angeles, von dem sie noch 45 Kilometer ostnordöstlich entfernt war. Durch diesen CFIT (Controlled flight into terrain) wurden von den 13 Insassen 12 getötet, beide Besatzungsmitglieder und 10 Passagiere.[50]

- Am 24. Dezember 1946 wurde eine Douglas DC-4 der US-amerikanischen United Airlines (NC30050) am Flughafen Los Angeles mit einer Höhe von 75 Fuß und einer Geschwindigkeit von 100 Knoten über der Landebahnschwelle viel zu hoch und zu schnell angeflogen. Beim sehr späten Aufsetzen reichte die verbliebene Landebahnlänge nicht mehr zum Abbremsen aus und die Maschine überrollte das Landebahnende um 60 Meter. Das Flugzeug wurde irreparabel beschädigt. Alle 45 Insassen, vier Besatzungsmitglieder und 41 Passagiere, überlebten den Unfall.[51]

- Am 25. November 1948 geriet eine Lockheed L-049 Constellation der US-amerikanischen Trans World Airlines (TWA) (NC90824) bei der Landung auf dem Flughafen Los Angeles plötzlich in eine aufliegende Nebelbank, die vorher nicht erkannt wurde. Das Aufsetzen fiel derart hart aus, dass die Tragflächenstruktur deformiert und das Triebwerk Nr. 4 (rechts außen) so weit nach unten gedrückt wurde, dass dessen Propeller den Boden berührte. Daraufhin brach in diesem Bereich Feuer aus. Nach einer (sinnvollen) Gewaltbremsung kam das Flugzeug 460 Meter nach dem Aufsetzpunkt und 60 Meter links von der Landebahn zum Stehen. Obwohl sofort ein größeres Feuer ausbrach, konnten alle 23 Insassen noch rechtzeitig evakuiert werden.[52]

- Am 29. Juni 1953 schlug bei einer Douglas DC-3A der US-amerikanischen Western Air Lines (N15569) unmittelbar nach dem Abheben auf dem Flughafen Los Angeles die rechte Tragfläche auf den Boden. Sie brach ab und das Flugzeug kam nach einem Ringelpiez zum Stillstand. Offensichtlich waren bei der vorherigen Überholung des Flugzeugs die Steuerkabel für die Querruder vertauscht angeschlossen worden. Eines der drei Besatzungsmitglieder auf dem Testflug wurde getötet.[53]

- Am 13. Januar 1969 stürzte eine Douglas DC-8 der Scandinavian Airlines (LN-MOO) während des Landeanflugs in die Bucht von Santa Monica. Von den 45 Menschen an Bord starben 15, 30 konnten gerettet werden (siehe auch Scandinavian-Airlines-System-Flug 933).

- Am 18. Januar 1969 stürzte eine Boeing 727-22C der United Airlines (N7434U) 20 km westlich des Startflughafens Los Angeles mit einem kompletten nächtlichen Instrumentenausfall in die Santa Monica Bay. Das Flugzeug war seit drei Tagen mit einem defekten Generator Nr. 3 betrieben worden, was jedoch zulässig war. Etwa 90 Sekunden nach dem Start ertönte die Feuerwarnung für Triebwerk Nr. 1, welches daraufhin korrekt abgestellt wurde. Kurz danach fiel der verbliebene Generator Nr. 2 aus, und das elektrische Standby-System kam nicht in Gang. Während des Instrumentenausfalls stürzte die Maschine in den Pazifik. Dabei kamen alle 38 Personen an Bord ums Leben (siehe auch United-Air-Lines-Flug 266).[54]

- Am 16. Januar 1974 verunglückte eine Boeing 707 der Trans World Airlines (N757TW) beim Landeanflug.

- Am 9. Januar 1975 kollidierte eine de Havilland Canada DHC-6-100 Twin Otter der US-amerikanischen Golden West Airlines (N6383) im Anflug auf den Flughafen Los Angeles bei Whittier (Kalifornien, USA) mit einer Cessna 150 der CessnAir Aviation (N11421). Alle 12 Insassen, beide Piloten und 10 Passagiere, kamen ums Leben, ebenso wie die beiden Insassen der Cessna 150.[55]

- Am 1. März 1978 befand sich eine McDonnell Douglas DC-10-10 der Continental Airlines (N68045) gerade im Startlauf vom Flughafen Los Angeles, als unmittelbar vor dem Erreichen der Entscheidungsgeschwindigkeit nacheinander drei Fahrwerksreifen platzten. Nach einem Startabbruch überrollte die Maschine das Startbahnende, wobei das linke Hauptfahrwerk brach, zwei Tragflächentanks beschädigt wurden und ein Brand ausbrach. Gegen Ende der Evakuierung der Maschine versagten nacheinander alle Notrutschen. Von 200 Insassen der Maschine wurden 31 verletzt, zwei Passagiere starben (siehe auch Continental-Airlines-Flug 603).[56]

- Am 31. August 1986 kollidierte eine Douglas DC-9 der Aeroméxico (XA-JED) im Anflug auf den Flughafen Los Angeles mit einem Privatflugzeug, weil ein drittes Flugzeug ohne Meldung des Piloten in den Luftraum eingedrungen war und damit die Kommunikation mit der DC-9 gestört hatte; der Fluglotse konnte die Kollision nicht mehr verhindern. Alle 67 Personen an Bord der beiden Maschinen sowie 15 Personen am Boden starben (siehe auch Aeroméxico-Flug 498).

- Am 1. Februar 1991 gab eine Fluglotsin auf dem Flughafen Los Angeles nachts den Piloten einer Boeing 737-300 der USAir (N388US) die Landefreigabe, wobei sie aufgrund der Sicht vom Tower eine Fairchild Swearingen Metro III der Skywest Airlines (N683AV), die in der Mitte der Startbahn wartete, nicht sehen konnte. Die beiden Flugzeuge kollidierten. Dabei kamen alle 12 Insassen der Metro sowie 22 Personen an Bord der Boeing ums Leben. Als Unfallursache erwies sich neben der ungenügenden Beleuchtung der Metro in erster Linie menschliches Versagen der zuständigen Fluglotsin (siehe auch USAir-Flug 1493).[57][58]

- Am 31. Januar 2000 blockierte bei einer Douglas DC-9-83 der Alaska Airlines während eines Fluges von Puerto Vallarta nach San Francisco das Höhenruder. Die Piloten versuchten in Los Angeles notzulanden, der Jet stürzte aber vor Point Mugu in den Pazifik. Dabei kamen 88 Menschen ums Leben (siehe auch Alaska-Airlines-Flug 261).

### Terroristischer Zwischenfall vom 4. Juli 2002
Bei einem Terroranschlag am 4. Juli 2002 tötete ein Attentäter am Ticketschalter der israelischen Fluggesellschaft El Al zwei Menschen und verletzte zwei weitere. Der Täter, der 41-jährige ägyptische Muslimbruder Hesham Mohamed Hadayet, eröffnete um 11:30 Uhr die Schießerei mit 2 Pistolen und tötete zuerst die El-Al-Mitarbeiterin Victoria Hen hinter dem Schalter und anschließend den israelischen Touristen Yaakov Aminov. Hadayet lebte seit 2002 in Irvine, Kalifornien, und besaß seit 2002 auch die Green Card.

### Schießerei vom 1. November 2013
Am 1. November 2013 tötete ein Amokläufer um 09:30 Uhr im Tom Bradley Terminal am Gate 3 einen Sicherheitsbeamten der TSA und verletzte mindestens drei weitere Menschen. Die Terminals wurden nach der Schießerei geschlossen und evakuiert. Der Täter, der damals 23-jährige Paul Anthony Ciancia, wurde im Zuge der Evakuierung entdeckt, angeschossen und in ein Krankenhaus transportiert.
Im November 2016 wurde Ciancia wegen Mordes zu lebenslanger Haft verurteilt.

## Trivia
- Der Los Angeles International Airport hat sich zu Marketingzwecken mit dem benachbarten, deutlich kleineren Flughafen Van Nuys Airport unter dem Namen Los Angeles World Airports zusammengeschlossen.
- Mit ihrem Song L.A. International Airport (geschrieben von Leanne Scott) erlangte die Country-Sängerin Susan Raye im Jahr 1971 Weltruhm. Anlässlich des 75-jährigen Jubiläums des Flugplatzes am 6. August 2003 kehrte sie, die seit 1986 nicht mehr als Sängerin aufgetreten war, zu einer Liveperformance[67] ihres Liedes dorthin zurück. Die Stadt Los Angeles proklamierte „L.A. International Airport“ zeitgleich zum offiziellen Song[68] des Flughafens LAX, mit geändertem Text wird er nun von Shirley Myers gesungen und ist beispielsweise dem offiziellen LAX-Video unterlegt.
- Der Track „LAX“ auf dem Album Weapons of Mass Destruction des Rappers Xzibit bezieht sich auf den Flughafen, genau wie der Track „From LAX to O’Hare“ aus dem Album Santi von The Academy is…. Das 2008 erschienene Album des Rappers The Game heißt L.A.X.
- LAX ist der Zielort von Oceanic-Flug 815 in der Fernsehserie Lost. Die ersten zwei Folgen der sechsten Staffel sind im Original nach dem Flughafen benannt.
- Das Hip-Hop-Duo Gang Starr veröffentlichte auf seinem 1998 erschienenen Album Moment of Truth den Track „JFK 2 LAX“.
- Das LAX-Theme Building ist Thema einer Folge von Zukunft ohne Menschen.